# Il demone (romanzo)
Il demone (Running with the Demon) è un romanzo fantasy del 1997 scritto da Terry Brooks, primo libro del Ciclo del demone, facente parte dell'universo di Shannara.

## Trama
Pochi giorni prima del 4 luglio 1997, una ragazza orfana di nome Nest Freemark viene svegliata nel cuore della notte da un silvano di nome Pick che le chiede di aiutarlo a salvare una bambina dai divoratori. Nest è una ragazza di 14 anni dotata di poteri magici che ha ereditato da sua madre, che a sua volta li aveva ricevuti da sua nonna, con la quale la ragazza vive insieme al nonno. La nonna di Nest non parla mai della defunta figlia, la mamma di Nest. Inoltre evita accuratamente di parlare del padre di Nest, sparito dopo la nascita della figlia. Mentre Nest sta cercando di salvare la bambina, viene circondata dai divoratori, per poi essere salvata da Wraith, il protettore di Nest, un enorme cane creato con la magia che le viene in aiuto ogni qual volta lei sia minacciata da creature magiche. Nel frattempo John Ross, un Cavaliere del Verbo, viene inviato nella cittadina di Nest per proteggerla ed evitare che si verifichino eventi che potrebbero portare alla distruzione del mondo a causa dell'operato del Vuoto, nell'eterna lotta contro il Verbo.
Nella cittadina un demone del Vuoto comincia ad operare con l'obiettivo di portare Nest dalla sua parte e di far esplodere le tensioni accumulate tra il sindacato dell'acciaieria che dà lavoro a buona parte della città e i rappresentanti della ditta. Nel frattempo nel parco Nest conosce un indiano, Due Orsi (O'olish Amaneh), che le dice di essere l'ultimo della sua tribù e le rivela di possedere dentro di sé la magia. Le chiede se nella notte che verrà vorrà trovarsi con lui per parlare con gli spiriti dei suoi antenati.
Nest fa poi la conoscenza di John Ross, il quale le racconta di essere un vecchio amico di sua madre. John era stato invitato a cena dal nonno di Nest vista la sua amicizia con la madre della ragazza. Evelyn Freemark però non si fida dell'uomo e ha accese discussioni col marito riguardo a lui. Pick chiede l'aiuto di Nest per impedire che un servitore del Vuoto, il Maentwrog, intrappolato in una quercia del parco, riesca a liberarsi. Durante la notte Nest si incontra con Due Orsi e ha una visione di sua nonna che corre con i divoratori come se fosse una di loro. Nest, che nel frattempo è entrata in contatto con il demone, rimane sconvolta da questa visione e cerca di parlarne con la nonna scoprendo che sua nonna non aveva avuto nessuno che le insegnasse l'uso della magia, finendo per usarla senza criterio, prima irretita dai divoratori, poi da un demone che voleva la sua magia. Quando però la nonna aveva scoperto le intenzioni del demone l'aveva cacciato.
Durante la sera prima del 4 luglio Nest viene rapita da alcuni ragazzi, ormai burattini del demone. Suo nonno va a cercarla lasciando sola la moglie. Evelyn Freemark incontra nuovamente il demone che, scoperto che l'anziana non possiede più la magia, la uccide per evitare che intralci i suoi piani con Nest. Scossa dal dolore della perdita, la mattina del 4 luglio Nest viene a scoprire da John Ross che il demone è suo padre. Sarà poi Pick a rivelarle che il demone aveva voluto vendicarsi per il torto subito dalla nonna di Nest e aveva sedotto la madre di Nest. La madre di Nest, dopo aver scoperto l'identità del padre di Nest, si era suicidata. Prima di morire la nonna di Nest le aveva lasciato un messaggio dicendole di fidarsi della sua magia e di Wraith. La sera del 4 luglio Nest viene attirata dove è rinchiuso il Maentwrog e si trova faccia faccia con suo padre. John Ross nel frattempo la raggiunge e si trova costretto a combattere contro il Maentwrog. A causa dello scontro, dal quale esce comunque vincitore, rimane incapace di aiutare Nest.
Il demone cerca di convincere Nest a passare alla causa del Vuoto, rivelandole che Wraith è una sua creatura con l'obiettivo di difenderla fino al suo ritorno. Comincia lo scontro, che pare volgere a favore del demone. Tuttavia Wraith ricompare attaccando ed uccidendo il demone per difendere Nest. Alla fine si scopre che la nonna di Nest aveva usato tutta la sua magia residua per modificare Wraith e far in modo che proteggesse Nest nel momento in cui lei ne avesse avuto bisogno.

## Personaggi
- Nest Freemark
- John Ross
- O'olish Amaneh
- Il Demone
- Wraith
- Pick
- Daniel
- Evelyn Freemark
- Robert Freemark
- Feeders
- Maentwrog
- Scott, Bennett
- Scott, Jared
- Heppler, Robert
- Freemark, Caitlin
- Jackson, Josie
- Howe, Derry
- Elway, Junior
- Scott, Enid
- Paulsen, George
- Abbot, Danny

## Edizioni
- Terry Brooks, Il demone, traduzione di Riccardo Valla, Arnoldo Mondadori Editore, 1999, Assente.